# ケプラー598b
ケプラー598b（英語: Kepler-598b）は、地球から約2240光年離れた位置にある恒星ケプラー598を公転している太陽系外惑星である。2016年にケプラー宇宙望遠鏡の観測によって発見された。地球の1.5倍の半径を持ち、恒星の周りを約4日で公転しているとされている。
| 地球 | ケプラー598b |
| ---- | ------------ |
| 地球 | Exoplanet    |